# Samlad (Claes Janson-album)
Samlad är ett musikalbum från 1996 med Claes Janson.

## Låtlista
1. En mun är hälften av en kyss (Staffan Kjellmor/Hans Alfredson) – 3;26
2. Livet är nå'n annanstans (George Gershwin/Hans Widmark) – 3:58
3. Jag ligger på en äng (Georg Riedel/Astrid Lindgren) – 4:09
4. Ångbåtsblues (Cornelis Vreeswijk) – 3:59
5. Någon har koll på mitt liv (George Gershwin/Ninne Olsson) – 3:34
6. Har du kvar din röda cykel? (Anders Widmark/Hans Widmark) – 3:29
7. Nu börjar det sluta regna (Lars Göransson) – 2:35
8. Dansande höst (Benny Rigman/Hans Alfredson) – 3:27
9. Vad jag sökte, vad jag fann (Johan Söderqvist/Jonas Gardell) – 3:33
10. I Want to Be Part of Your Dreams (Stefan Nilsson/Hans Alfredson) – 3:51
11. Ode to Billie (George Gershwin/Hans Widmark) – 3:13
12. Om vädret (Willard Robinson/Mats Josephson) – 3:33
13. Telegram för fullmånen (Georg Riedel/Cornelis Vreeswijk) – 2:50
14. Ingenting mer (Toots Thielemans/Hans Widmark) – 4:16
15. En handfull blues (John Benson Brooks/Bob Russel/Hans Widmark) – 3:43
16. Anything I Dream is Possible (Billy Reid) – 2:53

## Medverkande
- Claes Janson – sång
- Bosse Broberg – trumpet
- Ulf Andersson – sax
- Olle Holmqvist – trombon
- Kjell Öhman – piano
- Hans Backenroth – bas
- Dan Strömqvist – trummor